# Seznam španskih igralcev
Seznam španskih igralcev.

## A
- Hiba Abouk (1986)
- Victoria Abril (1959)
- Juana Acosta Restrepo (1976) (kolumbijsko-španska)
- Toni Acosta (1972)
- Roberto Álamo (1970)
- Andrea Albani (1960–1994)
- Fernando Albizu (1963)
- Marta Aledo (1978)
- Sonia Almarcha (1972)
- Amuldena Amor (1994)
- Elena Anaya (1975)
- Simón Andreu (1941)
- Rafaela Aparicio (1906–1996)
- Carlos Areces (1976)
- Ana de Armas (1988) (kubansko-španska)
- Carmen Asecas (?)

## B
- Laura Baena (1966)
- Antonio Banderas (1960)
- Carlos Bardem (1963)
- Javier (Ángel Encinas) Bardem (1969)
- Mónica Bardem (1964)
- Pilar Bardem (1939)
- María Barranco (1961)
- Ana Belén (1951)
- Miguel Bernadeu (1996)
- Juan Diego Botto (1975)
- Àlex Brendemühl (1972)
- Celso Bugallo (1947)
- Manuel Burque (1980)

## C
- José María Caffarel (1919–1999)
- Armando Calvo (1919–1996)
- Eduardo Calvo (1918–1992)
- Rafael Luis Calvo Muñoz (1911–1988)
- Javier Cámara (1967)
- Eduardo Casanova (1991)
- María Casares Quiroga (1922–1996) (špansko-francoska)
- Mario Casas (1986)
- Rafa Castejón (1969)
- Oona Chaplin (1986)
- Maggie Civantos (1984)
- Emma Cohen (1946–2016)
- Mark Consuelos (1970)
- José Coronado (1957)
- Penélope Cruz (1974)
- Mónica Cruz (1977)
- Inma Cuesta (1980)
- Inma Cuevas (1977)

## D
- Gabino Diego (1966)
- Juan Diego (1942)
- Leticia Dolera (1981)
- Lucía Dominguín (1957)
- Paola Dominguín (1960)
- Antonio Durán "Morris"

## E
- Israel Elejalde (1973)
- Roberto Enríquez Asenjo (1968)
- Luis Escobar (1908–1991)
- Irene Escolar (1988)
- Ramón Esquinas (1969)
- Marta Etura (1978)

## F
- Ana Fernández García (1989)
- Angelines Fernández (1922–1994)
- Dafne Fernández (1985)
- Eduard Fernández (1964)
- Fernando Fernán-Gómez (1921–2007)
- Veronica Forque (1955–2021)
- Jesús Franco (1930–2013)
- Daniel Freire (1961) (argentinsko-šp.)
- Óscar de la Fuente (1976)
- Manu Fullola (1978)

## G
- Ruth Gabriel (1975)
- Elia Galera (1973)
- Alba Galocha
- Antonio Gamero (1934–2010)
- Ana Garcés (2000)
- Macarena García
- Carlos Gascón (od 2021 Karla Sofía Gascón) (1972)
- Antonio Garrido Benito (1971)
- Aura Garrido (1989)
- Sancho Gracia (1936)
- Macarena Gómez (1978)
- Bárbara Goenaga Bilbao (1983)
- Ana Gracia (1959)
- Darío Grandinetti
- Fernando Guillén (1932-2013)
- Quim Gutiérrez (1981)

## H
- Farah Hamed (1981)
- Alain Hernández (1975)
- Gérard Hernandez (1933) (špansko-francoski)
- Daniel Holguín (1979)
- Chris Huerta (1935-2004) (portugalsko-španski)
- Abdelatif Hwidar (1971)

## I
- Roger Ibáñez (1931-2005)
- Tony Isbert (1950)
- Víctor Israel (1929-2009)

## J
- Blanca Jara (1985)
- Alexandra Jiménez (1980)

## K
- María Kosti (

## L
- Alfredo Landa (1933)
- Pablo Leiera
- Bárbara Lennie (1984)
- Ramón Lillo
- Eva Llorach (1979)
- Sergi López (1965)
- Jaime Lorente (1991)

## K
- María Kosti (1951)

## L
- Chus (María Jesús) Lampreave Pérez (1930–2016)
- Alfredo Landa (1933–2013)
- Amparo Larrañaga (1963)
- Kako Larrañaga (1958)
- Loles León
- Helga Liné Stern (1932) (nem.-šp.)
- Xavi Lock (2001)

## M
- Kiti Mánver (1953) (María Isabel Ana Mantecón Vernalte)
- Lola Marceli (1967 (
- Eva Martín (1974)
- Luisa Martín (1960)
- Carmen Maura (1945)
- María Luisa Mayol (1981)
- Julio Medem (1958)
- Luis Merlo (1966)
- Elvira Mínguez (1965)
- Mirta Miller
- Jordi Mollá (1968)
- Guillermo Montesinos
- Sara Montiel (1928–2013)
- Rocío Muñoz Morales (1988)
- Rosa Morena (1941–2019)
- Natalia Moreno (1978)
- Rocío Muñoz-Cobo (1972)

## N
- Paul Naschy (1934)
- Nieves Navarro (1938) (špansko-italijanska)
- Isabell Naveira
- Najwa Nimri
- Nacho Nugo

## O
- Christina Ochoa (1985)
- Francesc Orella
- Alejandra Ortiz-Echague (1984)
- José María Ovies (1903-1965)

## P
- Mariona Pagès
- Rossy de Palma (1964) (Rosa Elena García Echave)
- Marisa Paredes (1946)
- Valentín Paredes (1955)
- Luis Pastor (1952)
- Rosana Pastor (1960)
- María Pedraza (1996)
- Paloma Pedrero (1957)
- Candela Peña (1973)
- Silvia Pinal Hidalgo (1931) (mehiško-šp.)
- Cristina Plazas (1969)
- Ana Polvorosa (1987)
- Eusebio Poncela (1947)
- María Dolores Pradera (1924-2018) ?
- Juanjo Puigcorbé (1955)

## R
- Francisco Rabal (1926–2001)
- Mario Ramos (1973) (špansko-nemški)
- Mónica Randall (1942)
- David Recha (1970)
- Manuel Regueiro (1965)
- Antonio Resines (1954)
- Fernando Rey (1917–1994)
- Amparo Rivelles (1925–2013)
- Tarik Rmili (1981)
- Lina Romay (1954–2012)
- Vanesa Romero (1978)
- Antonio Nicolás "Nico" Romero Díaz (1983)
- Belén Rueda (1965)

## S
- Claudia Salas (1994)
- María Salgueiro (1967)
- Ismael Sánchez Abellán (1948–2008)
- Juan Ramón Sánchez Guinot (1957–2008)
- Aitana Sánchez-Gijón (1968)
- Ruth Sánchez Bueno (um.i. Ruth Gabriel) (1975)
- Arturo Sancho (1990)
- Fernando Sancho (1916–1990)
- Pepe Sancho (1944–2013)
- Alberto San Juan (1968)
- Nadia de Santiago Capell (1990)
- Inés Sastre (1973)
- David Selvas
- Julieta Serrano (1933)
- Patricia Moran (Patty) Shepard (1945–2013) (ameriško-španska)
- Manolo Solo (1964)
- Emma Suárez Bodelón (1951)
- Jorge Suquet (1980)

## T
- Antonio de la Torre Martín (1968)
- Luis Tosar (1971)
- Paco Tous (1964)
- Carlos Tristancho (1955)

## U
- Adriana Ugarte
- Tristán Ulloa (1970)
- Jorge Usson (

## V
- María Valverde (1987)
- Berta Vázquez (1992)
- María Vázquez (1979)
- Paz Vega (1976)
- Ruth Vega Fernandez (1977) (švedsko-španska)
- Carles Velat (1946–2016)
- Alejandro Vera
- Maribel Verdú (1970)
- Manuela Vellés (1987)
- Alfredo Villa (1968)
- Chelo Vivares (1952)

## W
- Ana Wagener (1962)

## Z
- Luis Zahera (1966)